# 华东师范大学体育与健康学院
体育与健康学院，是华东师范大学的一个学院，创建于2001年4月，其前身体育系创建于1951年。为全国学校体育联盟（体育教育）主席单位。

## 历史
1951年，以东亚体育专科学校体育系和体育专修科为基础，组建华东师范大学体育系，1952年夏，与南京大学和金陵女子大学的体育系科合并，成立华东体育学院，1956年更名为上海体育学院。1980年恢复成立华东师范大学体育系，1998年，华东师范大学体育系与大学体育教学部、上海教育学院体育系、上海第二教育学院体育系，成立华东师范大学体育学系，2001年4月改为华东师范大学体育与健康学院。

## 校友
- 刘翔，2004年起硕博连读，就读体育管理学专业，目前已完成硕士学业，2015年开始博士学业[4][5]。